# Zirfaea pilsbryi
Zirfaea pilsbryi är en musselart som beskrevs av Lowe 1931. Zirfaea pilsbryi ingår i släktet Zirfaea och familjen borrmusslor. Inga underarter finns listade i Catalogue of Life.